# Wielkie nieba / To trop
Wielkie nieba / To trop – podwójny singel Meli Koteluk wydany w czerwcu 2013 r. Pierwszy (11 czerwca) został opublikowany utwór "To trop" - w ramach projektu "OtwARTa Scena". Tydzień później ukazała się piosenka i teledysk "Wielkie nieba". Zdjęcia i projekt okładki singla wykonała Honorata Karapuda.

## Lista utworów
| 1. | "Wielkie nieba" | 3:26  |
|    |                 |       |
| 2. | "To trop"       | 3:52  |
|    |                 |       |
|    |                 | 07:18 |
|    |                 |       |

## Muzycy
- Miłosz Wośko - instrumenty klawiszowe
- Tomasz "Serek" Krawczyk - gitary
- Ola Chludek - chóry
- Kornel Jasiński - basy
- Robert Rasz - bębny
- Jan Stokłosa - wiolonczela
- Andrzej Rajski - programowanie

## Notowania

### Wielkie nieba
| Lista                              | Pozycja |
| ---------------------------------- | ------- |
| Lista Przebojów Programu Trzeciego | 9       |
| Szczecińska Lista Przebojów        | 14      |
| Lista Przebojów UWUEMKA            | 4       |

### To trop
| Lista                              | Pozycja |
| ---------------------------------- | ------- |
| Lista Przebojów Programu Trzeciego | 23      |

## Teledysk
Wideoklip do piosenki "Wielkie Nieba" był nagrywany w czasie podróży wokalistki do Azji. Artystka spaceruje pośród chińskich straganów i udaje się do doliny wodospadów. Został opublikowany 17 czerwca 2013 r. w serwisie Vevo/YouTube. Za produkcję, reżyserię i zdjęcia odpowiada Vacek Szawdyn. Animacje wykonał Bartek Ruszkiewicz. Scenariusz wideoklipu stworzył Tobiasz Piątkowski. Montaż obrazu wykonała Anna Podolak.